# Ringer-Weltmeisterschaften 1908
Die Ringer-Weltmeisterschaften 1908 fanden am 8. und 9. Dezember 1908 in Wien statt. Im Gegensatz zu den letzten beiden Weltmeisterschaften gab es 1908 wie 1904 nur zwei Gewichtsklassen. Zum ersten Mal verteidigte ein Ringer seine im Vorjahr gewonnenen Goldmedaille: Hans-Heinrich Egeberg gewann nach 1907 erneut Gold.

## Medaillengewinner
| Klasse | Gold                  | Silber          | Bronze             |
| ------ | --------------------- | --------------- | ------------------ |
| -75 kg | Robert Dirry          | Alois Toduschek | Harald Christensen |
| +75 kg | Hans-Heinrich Egeberg | Josef Rossum    | Josef Panzer       |

## Medaillenspiegel
| Rang | Land       | Gold | Silber | Bronze |
| ---- | ---------- | ---- | ------ | ------ |
| 1    | Österreich | 1    | 2      | 1      |
| 2    | Dänemark   | 1    | 0      | 1      |